# Helgelandsbroen
66°02′16″N 012°43′13″Ø / 66.03778°N 12.72028°Ø
Helgelandsbroen er en 1.065 meter lang skråstagsbro, som forbinder kommunerne Alstahaug og Leirfjord i Nordland fylke i Norge. Broen krydser Leirfjorden mellem fastlandet og øen Alsten. 
Broen er bygget med to vejbaner og et fortov.
Helgelandsbroen åbnede i juli 1991 og var bomvej til den var betalt ned 27. maj 2005. Den er en del af riksvej 17.

## Konstruktionen
Broen har i alt 12 spænd, hvoraf hovedspændet er på 425 meter. Gennemsejlingshøjden er 45 meter.
Broen er en ren betonbro. Alle pillerne er bygget med klatreforskalling, også de to hovedtårne som bærer «frit frembyg»-delen.
Brobanen er slank i horisontalplanet, kun 40 cm i tykkelsen på midten og 1,2 meter i yderkanten. For hvert kabelfæste går der derudover en bjælke på tværs under brobanen.
Kablerne er fæstet til brobanens yderkant. Forankringerne til kablerne ligger i et præfabrikeret element som igen er støbt ind i betonen på undersiden af overbygningen.
Hovedtårnene er 138 og 127 meter høje fra havoverfladen og til toppen; Dertil er det nordligste tårn funderet ned til en dybde på 30 meter under havoverfladen.
Broen blev prisbelønnet i 1994 med «FIP – outstanding structures».